# Raïon de Yampil
Le raïon de Yampil (ukrainien : Ямпільський район) est une subdivision administrative de l'oblast de Vinnytsia, dans l'Ouest de l'Ukraine. Son centre administratif est la ville de Yampil.